# У Минцянь
У Минцянь (кит. 吴敏茜; 8 января 1961) — китайская шахматистка, гроссмейстер (1985) среди женщин.
Играет в шахматы с 12 лет. В составе команды Китая участница шахматных олимпиад (1980—1986). В 1985 на межзональном турнире в Железноводске заняла 2-е место, в 1987 (Смедеревска-Паланка) — 11—12-е; на турнире претенденток в Мальмё (1986) — 8-е место.

## Изменения рейтинга
| Графики недоступны из-за технических проблем. См. информацию на Фабрикаторе и на mediawiki.org. |